# Mariä Himmelfahrt (Meschede)

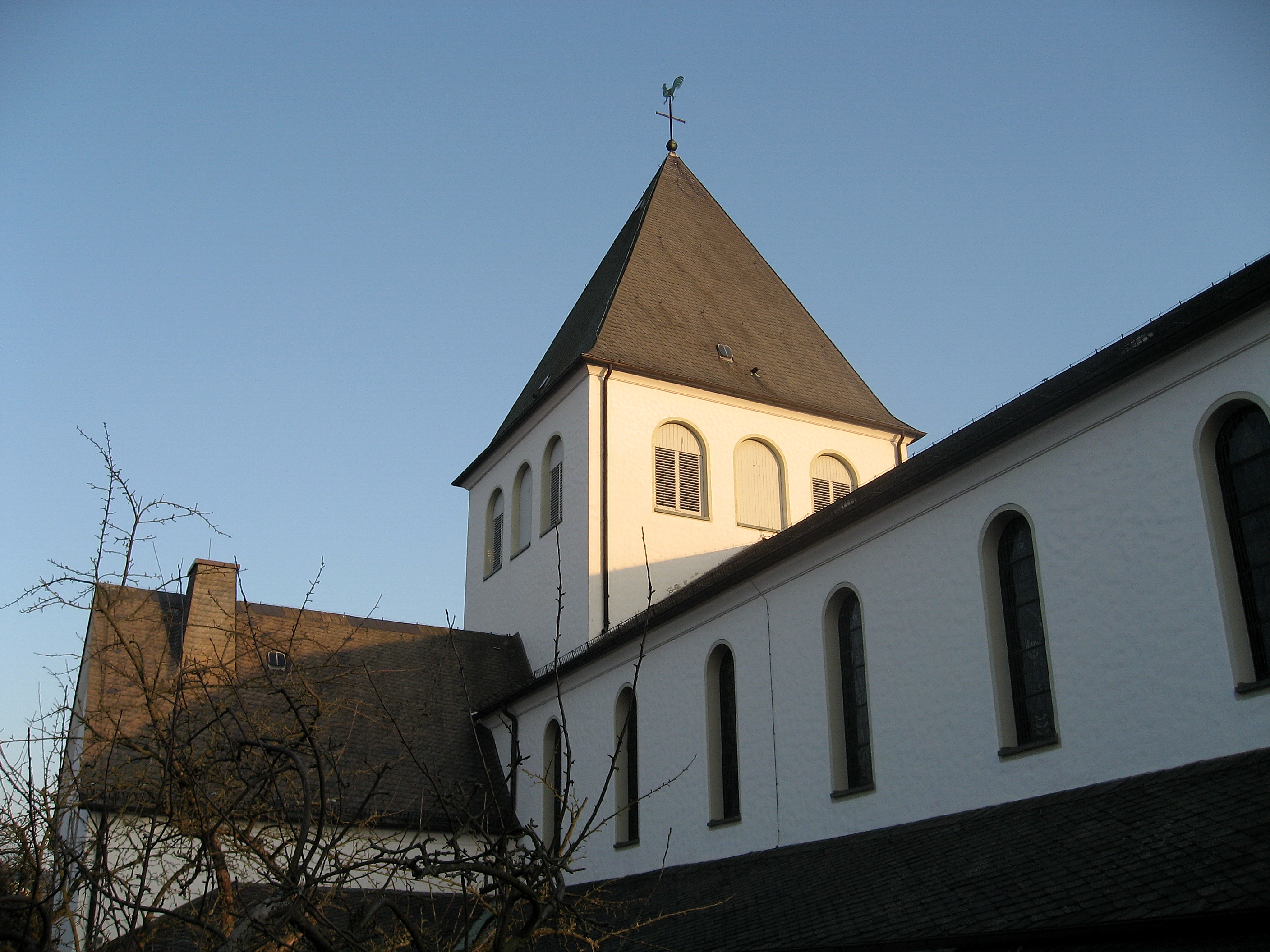
Mariä Himmelfahrt (Meschede)

Die Pfarrkirche Mariä Himmelfahrt ist ein Kirchengebäude in Meschede im Hochsauerlandkreis in Nordrhein-Westfalen.

## Notkirche
In den 1920er und 1930er Jahren wuchs die Stadt Meschede vor allem nach Norden hin. Hatte die Stadt um 1920 noch rund 5000 Einwohner, so waren es bis zum Ausbruch des Zweiten Weltkrieges schon deutlich über 7000. Neue Wohngebiete entstanden, und die Pfarrkirche St. Walburga war der stetig steigenden Bevölkerung nicht mehr gewachsen. Bereits vor Ausbruch des Krieges waren daher Stimmen laut geworden, die eine zweite Pfarrei nördlich der Ruhr befürworteten. Die Pfarrei wurde letztlich 1941 gegründet. An einen neuen Kirchenbau war zu Kriegszeiten – und schon gar unter dem nationalsozialistischen Regime – nicht zu denken. Daher wurden Gottesdienste in einer Notkirchenbaracke neben der Villa Maria gehalten. Die ehemalige Werkstattbaracke wurde 1930 in Berlin gekauft und diente vor dem Klosterbau den Mönchen als Unterkunft. Die Baracke wurde 1967 abgerissen.

## Heutige Kirche
Der Bau wurde von 1952 bis 1953 nach Plänen der Architekten Dierkes und Karl Brochhausen im Stil einer frühchristlichen Basilika errichtet. Die Wahl des Architekturstils kann durchaus als bewusst gewertet werden: die frühromanischen, gar karolingischen Elemente bringen einen Bezug zur Pfarrkirche St. Walburga, die in jener Zeit als eine der ältesten Kirchen in der Region gegründet wurde. Der Bau wirkt schlicht und nüchtern. Die Wände sind durch Rundbogenfenster gegliedert. Der wuchtige Turm erhebt sich über dem Chor. Zur Bergseite hin ist dem Turm ein zweistöckiger, querschiffartiger Anbau angegliedert. Der untere Raum wird für den Kirchenchor und als Schola genutzt, im Oberraum ist die Orgel aufgebaut. Zur unter der Kirche liegenden Krypta führt eine Treppe. Die Namensgebung der Kirche ist ebenfalls nicht ohne geschichtlichen Hintergrund erfolgt: so fand sich in der Mescheder Innenstadt, etwa 100 Meter nordwestlich der heutigen Pfarrkirche St. Walburga die Kirchspielskirche „Mariä Himmelfahrt et St. Johanni“, die als Pfarrkirche für die Freiheit Meschede bis zur Säkularisation des Stiftes Anfang des 19. Jahrhunderts diente. 
Nach den Entwürfen von Architekt Happe wurde das Innere der Kirche 2009 umgestaltet, ohne jedoch die ursprüngliche Wirkung des kirchlichen Raumes zu verlieren.

## Sühnekreuz

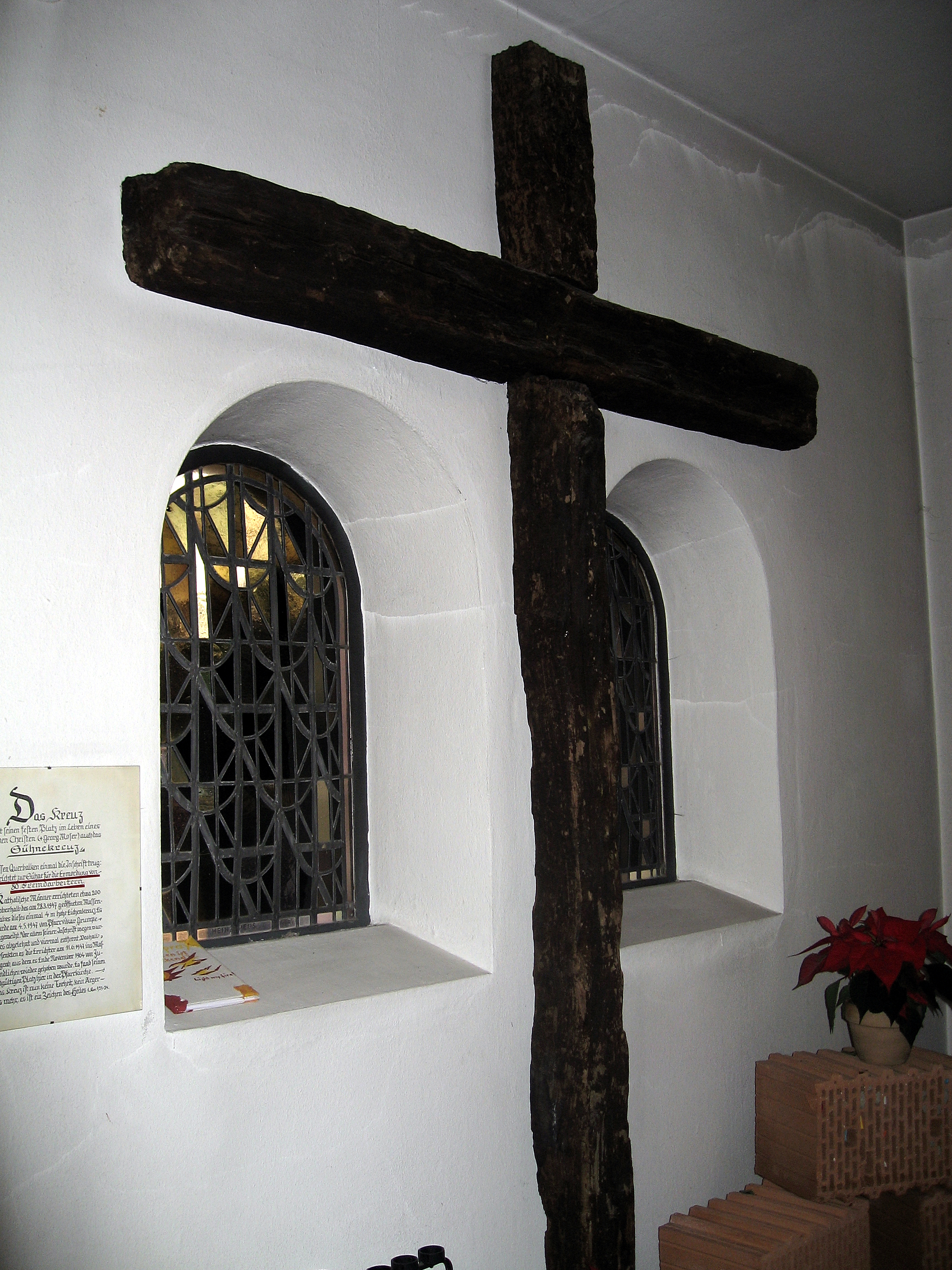
Mescheder Sühnekreuz

In einem Seitental an der B 55 zwischen Eversberg und Meschede wurden 1945 80 russische Zwangsarbeiter von einem Wehrmachtskommando erschossen und in einem Massengrab verscharrt (Massaker im Arnsberger Wald). Im März wurden die ermordeten Russen auf dem sogenannten Franzosenfriedhof beigesetzt und am 4. Mai 1947 wurde das Sühnekreuz errichtet. Das Kreuz wurde viermal geschändet, daraufhin abgebaut und an einer geheimen Stelle vergraben. Einige Mescheder Schüler, denen es gelungen war, die Vergrabungsstelle zu erforschen, gruben es 1964 wieder aus. Da niemand an dem Kreuz Interesse zeigte, wurde es bis 1981 in einer Garage versteckt. Dann fand es seinen Platz in dieser Kirche.

## Ausstattung
- Der Altartisch aus Anröchter Dolomit gehört zur ursprünglichen Ausstattung.
- Die zwei Ambonen sind ebenfalls aus Anröchter Dolomit gefertigt.
- Die Orgel wurde in der Werkstatt von Felix Breil gebaut.
- Die Fenster wurden nach Vorlagen von Vincenz Pieper angefertigt.
- Der Kreuzweg ist eine Arbeit von W. Mellmann.
- Das Altarkreuz und der Tabernakel stammen aus der Hand von Th. Menke.
- Das vierstimmige Stahlgeläut erklingt in e′-g′-a′-c′.